# David Wilber
David Wilber (5 de Outubro de 1820 – 1 de Abril de 1890) foi um Representante dos Estados Unidos por Nova York.

## Primeiros anos
Nasceu perto de Quaker Street, um vilarejo em Duanesburg, Nova York, mudou-se com seus pais para Milford, Condado de Otsego, N.Y.; frequentou as escolas comuns; envolveu-se no comércio de madeira, de lúpulo e atividades agrícolas; membro do Conselho de Supervisores do Condado de Otsego em 1858, 1859, 1862, 1865 e 1866; diretor da Albany and Susquehanna Railroad; diretor do Segundo Banco Nacional de Cooperstown, N.Y.; presidente do Banco Nacional Wilber de Oneonta 1874 - 1890.

## Vida pessoal
David Wilber casou-se no dia 1 de Janeiro de 1845 com Margaret Belinda Jones. Tiveram dois filhos David F. Wilber e George I. Wilber.

## Carreira política
David Wilber foi eleito como Republicano ao quadragésimo terceiro Congresso, por onde serviu de 4 de Março de 1873 a 3 de Março de 1875. Não foi candidato à reeleição em 1874, no entanto, Wilber foi eleito ao quadragésimo sexto (4 de Março de 1879 - 3 de Março de 1881). Novamente, não foi candidato à reeleição em 1880. Serviu como representante da Convenção Nacional Republicana em 1880 e 1888 enquanto mudava-se para Oneonta, Nova York em 1886. Então concorreu novamente e logo foi eleito como Republicano ao Quinquagésimo Congresso. Dessa vez foi um candidato à reeleição e foi reeleito ao Quinquagésimo primeiro Congresso, mas devido a problemas de saúde, prestou juramento de posse em sua casa e nunca compareceu a uma sessão. Isso o levou a servir apenas de 4 de Março de 1887 até a sua morte.

## Morte
Morreu no dia 1 de Abril de 1890 em Oneonta, Nova York e foi sepultado no Cemitério Glenwood.